# Сборная Уругвая по мини-футболу
Национальная сборная Уругвая по мини-футболу представляет Уругвай на международных соревнованиях по мини-футболу. На чемпионатах мира дальше второго раунда не проходила. В чемпионатах Южной Америки дважды становилась финалистом турнира. После нескольких лет на рубеже 1980-х и 1990-х годов без выступлений в 1993 году сборная Уругвая была возрождена в основном усилиями бывших знаменитых игроков в большой футбол. В Кубках Америки в 1996 и 2008 годах Уругвай доходил до финала, где уступал бразильцам.

## Турнирные достижения

### Чемпионат мира по мини-футболу
- 1989 — не участвовала
- 1992 — не участвовала
- 1996 — 2-й раунд
- 2000 — 1-й раунд
- 2004 — не квалифицировалась
- 2008 — 1-й раунд
- 2012 — не квалифицировалась

### Кубок Америки
До 1989 года Уругвай участвовал в чемпионатах по футболу в залах, где четырежды занимала второе место (после Бразилии).
- 1992 — не участвовала
- 1995 —  3-е место
- 1996 —  2-е место
- 1997 — 4-е место
- 1998 —  3-е место
- 1999 — 4-е место
- 2000 —  3-е место
- 2003 — 4-е место
- 2008 —  2-е место
- 2011 — 5-е место
- 2015 — 6-е место